# Престон (Міссурі)
Престон (англ. Preston) — селище (англ. village) в США, в окрузі Гікорі штату Міссурі. Населення — 157 осіб (2020).

## Географія
Престон розташований за координатами 37°56′27″ пн. ш. 93°12′46″ зх. д. / 37.94083° пн. ш. 93.21278° зх. д. (37.940963, -93.212707).  За даними Бюро перепису населення США в 2010 році селище мало площу 1,95 км², уся площа — суходіл.

## Демографія
Згідно з переписом 2010 року, у селищі мешкали 223 особи в 104 домогосподарствах у складі 58 родин. Густота населення становила 114 особи/км².  Було 121 помешкання (62/км²).
Расовий склад населення:
| - 97,8 % — білих - 1,8 % — корінних американців - 0,4 % — чорних або афроамериканців |

До двох чи більше рас належало 0,0 %. Частка іспаномовних становила 0,0 % від усіх жителів.
За віковим діапазоном населення розподілялося таким чином: 17,5 % — особи молодші 18 років, 60,5 % — особи у віці 18—64 років, 22,0 % — особи у віці 65 років та старші. Медіана віку мешканця становила 48,1 року. На 100 осіб жіночої статі у селищі припадало 120,8 чоловіків;  на 100 жінок у віці від 18 років та старших — 111,5 чоловіків також старших 18 років.
Середній дохід на одне домашнє господарство  становив 37 700 доларів США (медіана — 31 563), а середній дохід на одну сім'ю — 43 466 доларів (медіана — 33 000). За межею бідності перебувало 39,9 % осіб, у тому числі 49,2 % дітей у віці до 18 років та 4,3 % осіб у віці 65 років та старших.
Цивільне працевлаштоване населення становило 125 осіб. Основні галузі зайнятості: освіта, охорона здоров'я та соціальна допомога — 31,2 %, роздрібна торгівля — 23,2 %, мистецтво, розваги та відпочинок — 15,2 %, виробництво — 8,8 %.